# Karl Hans Strobl

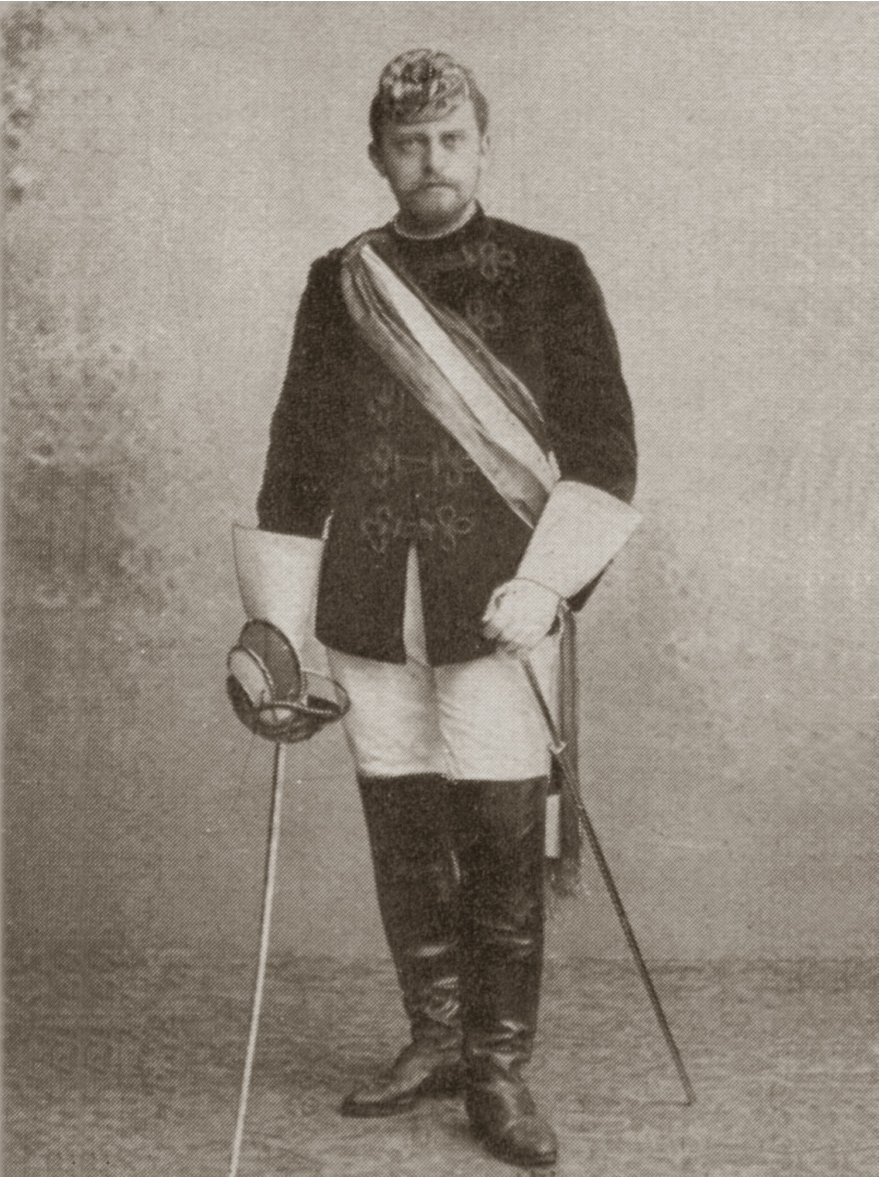
Strobl jako burš v době studií

Karl Hans Strobl (18. ledna 1877 Jihlava – 10. března 1946 Perchtoldsdorf) byl rakouský spisovatel, narozený na Moravě a po větší část života žijící v českých zemích. Psal především hororovou a fantastickou literaturu. Zastával protičeské postoje a později i ideologii nacismu, proto bylo jeho dílo do češtiny překládáno jen výjimečně.

## Život

### Mládí
Narodil se v rodině jihlavského Němce, obchodníka se střižním zbožím Ignaze Štrobla (1848-1931) a matky Adelheid, rozené Malikové (1854-??) V Jihlavě vychodil základní školu a odmaturoval na gymnáziu.

### Studia v Praze a praxe do vzniku Československa
Po středoškolských studiích odešel do Prahy, kde studoval práva na německé Karlo-Ferdinandově univerzitě. Brzy se stal členem buršáckého spolku Corps Austria, jehož členové se dostávali do konfliktů s českým prostředím. Praze a době svých studií věnoval několik románů.
Studia úspěšně ukončil 24. července 1900 a byl promován dokotrem práv.
Roku 1901 nastoupil jako finanční komisař při moravském zemském finančním komisařství v Brně, kde setrval do roku 1913. Ani jako státní úředník se nevzdal protičeských výpadů. V Brně též v období 1901–1913 přispíval do brněnského listu Tagesbote jako divadelní kritik.
Za I. světové války byl válečným zpravodajem ústřední tiskové služby (Kriegsberichterstatter) na Balkáně a na italské frontě.

### Mezi světovými válkami
V roce 1918 opustil Karl Hans Strobl Československo a usídlil se v rakouském Perchtoldsdorfu, kde si postavil dům, který po svém rodišti nazval Igelhaus (Iglau=německy Jihlava). I zde se neprodleně protičesky angažoval - v roce 1919 např. uveřejnil otevřený dopis presidentu Masarykovi, ve kterém si stěžoval na pronásledování Němců v rodné Jihlavě a všech „německých“ městech v Československu.
Otázka, zda může pobírat svou penzi v zahraničí (Rakousku) byla v roce 1921 předmětem poslanecké interpelace na ministra financí.
Stroblova kniha Kamerad Viktoria sice nebyla zkonfiskována, ale československým ministerstvem vnitra byla v roce 1933 zakázána její doprava poštou. Na československé železnici pak byl vydán zákaz jejího rozšiřování pro zesměšňování ČSR a vyvolávání nenávisti k českému národu. Sám Strobl byl v dubnu 1933 z Československa vyhoštěn. Důvodem se stal jeho projev na pohřbu v Ústí nad Labem, ve kterém hrubě napadl český národ. Podle Lidových novin z ledna 1937 byl později vypovězen i z Rakouska a stal se občanem Třetí říše.

### Rakouský nacista
Již v roce 1933 vstoupil do NSDAP.
Do roku 1938 se živil jako spisovatel, ale po obsazení Rakouska a jeho připojení k Hitlerovu Německu, se dal plně do služeb nacismu. V prosinci 1938 se stal zemským vedoucím říšské komory spisovatelů ve Vídni (Leiter der Reichsschrifttumskammer Wien). Z jeho třídílných pamětí vydaných za války vyplývá, že ideologii nacismu uvěřil opravdu hluboce. Svou literární kariéru pak plně obětoval podpoře a propagandě nacismu.

### Rodinný život
Byl ženat, s manželkou Gabrielle, rozenou Wittmannovou, měl syna Kurta.

### Závěr života
Po konci druhé světové války byl jeho dům vyrabován a později zkonfiskován. On sám dožil v chudobinci, je pochován v Pertoldsdorfu.

## Vztah českého tisku ke Karlu Hansu Stroblovi
Český tisk referoval o Karlu Hansi Stroblovi v zásadě pohrdavě, jeho literární díla považoval za podřadná, kritizoval protičeská vystoupení. Plzeňské listy dokonce použily výraz „...ničemný Karl Hans Strobl...“ a o jeho článku „...jehož prolhanost, ničemnost a nízkost překonaly veškeré mety v tomto oboru dosud dosažené“.
Od roku 1939, tj. od vzniku Protektorátu, český tisk změnil svůj tón na v zásadě pozitivní. V poválečných letech se v českém tisku prozatím nepodařilo dohledat zmínky o Stroblově díle ani o jeho úmrtí.

## Dílo
Z díla Karla Hanse Strobla si svoji hodnotu dodnes uchovaly hororové povídky a romány ovlivněné romantismem a díly E. T. A. Hofmanna a E. A. Poea. Přesto, že v němčině vydal desítky knih, do češtiny jich bylo přeloženo minimálně, s ohledem na jeho nacionalistické proněmecké postoje.

### Zakázaná vydání
V sovětské poválečné okupační zóně byla zakázána tato Stroblova díla: Ein gute Wehr und Waffen (Leipzig 1915), Zwischen Weichsel und Karpathen (Weimar 1915), Dorf im Kaukasus (Leipzig 1936), Feuer im Nachbarhaus (Wien, Leipzig 1938), Die Heimkehr (Berlin 1941) a Die Weltgeschichte und das Igelhaus. V NDR byla ještě zakázána kniha Tschechen (Leipzig 1920).

### Vydání v češtině
- Šílený psychiatr a jiné bizarní[pozn. 1] novely (povídky, autoři E.A. Poe, K.H. Strobl, Villiers de L´Isle-Adam, Praha, B. Procházka, 1922)
- Hlava (Přel. H. Richter, Praha, B. Procházka, 1922)
- Vzpoura v záhrobí (Fantast. román, překl. K. Černého, Praha, B. Kočí, 1923)
- Půlnoční povídky (podivuhodné příběhy, z německého originálu Geschichten um Mitternacht, přeložili Vendula Kovářová, Anna Mácová, Lukáš Motyčka, Alžběta Peštová, Lenka Schindlerová a Věra Tichá, Olomouc, Univerzita Palackého, 2015)

V roce 2017 uvedl četbu na pokračování ze Stroblových Půlnočních povídek Český rozhlas, stanice Vltava.

### Romány z pražského prostředí

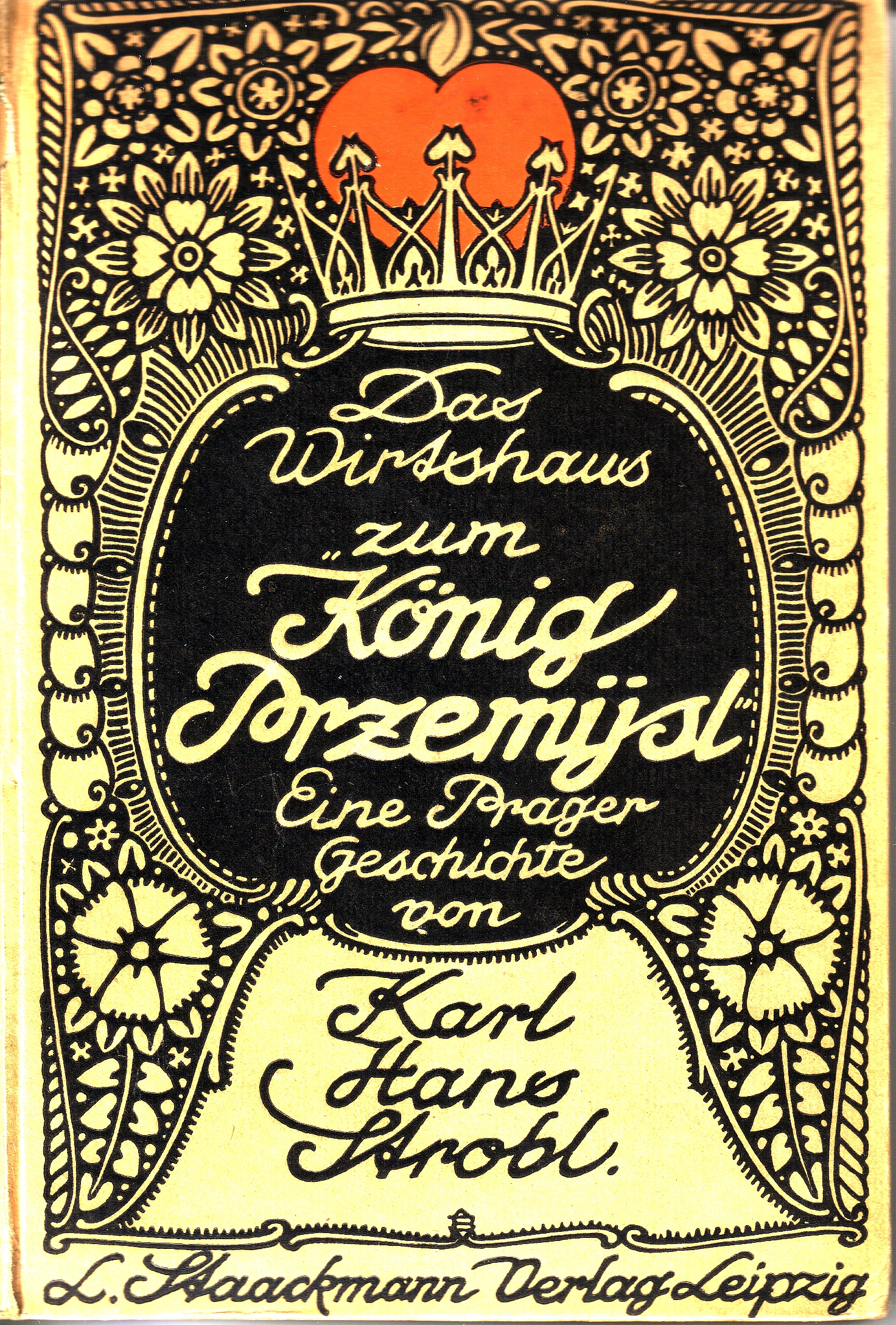
Strobl, Karl Hans. Das Wirtshaus Zum König Przemysl (Román)

- Strobl, Karl Hans. Das Wirtshaus Zum König Przemysl (Román)Die Vaclavbude - ein Prager Studentenroman (román s autobiograf. prvky z období německo-českých studentských konfliktů v Praze v 90. letech 19. stol., Leipzig, Hermann Seemann, 1902 a Karlovy Vary, Leipzig, Adam Kraft, 1941)
- Der Schipkapass; román z prostředí pražského německého buršenšaftu Berlin, Kronen, 1914). Odehrává se ve stejnojmenném hostinci (česky Zlatnice) v Praze Dejvicích.
- Das Wirtshaus "Zum König Przemysl" (Pražský příběh z období německé-českých studentských konfliktů, Leipzig, L. Staackmann, 1913 a 1934)
- Die Fackel des Hus (Leipzig, L. Staackmann, 1929 a Karlovy Vary, Leipzig, Adam Kraft, 1942?)
- Die Flamänder von Prag (nové vydání románu Der Schipkapass, Karlovy Vary, Drahowitz, Leipzig Sudetendeutscher Bücher-Bund, Adam Kraft,

1932 a Karlovy Vary-Drahovice, Leipzig, Adam Kraft, 1933 a 1943)

### Ostatní vydání v němčině

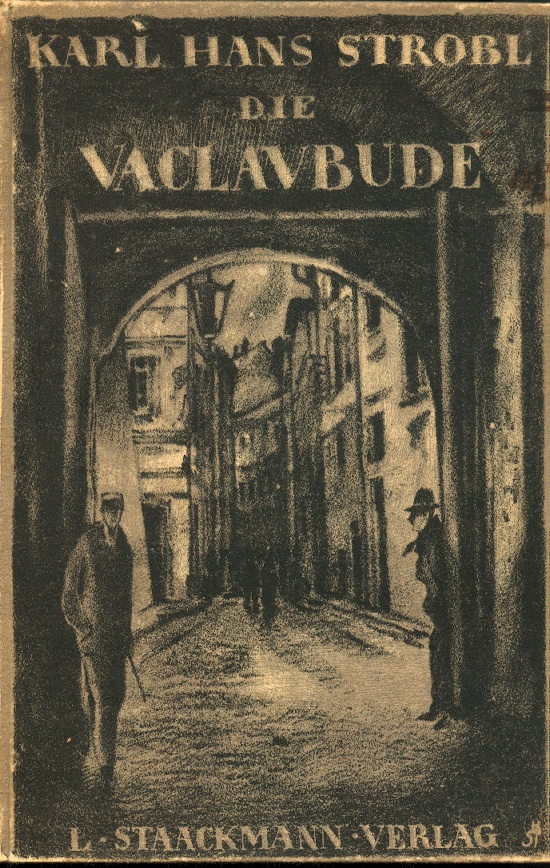
Strobl, Karl Hans. Die Vaclavbude

- Aus Gründen und Abgründen, Skizzen aus dem Alltag und von drüben (Leipzig, Hermann Seemann Nachfloger, 1901)
- Und sieh’, so erwarte ich Dich! (Leipzig : Herman Seeman, 1901)
- Der Fenriswolf - Ein Provinzroman (Leipzig, Hermann Seemann Nachfolger, 1903?)
- Die Starken (Divadelní hra o čtyřech dějstvích, Leipzig, Herman Seeman Nachfolger, 1903)
- Die Eingebungen des Arphaxat (obr. na deskách R. Teschner, Winden i.M., J.C.C. Bruns Verlag, 1904)
- Die gefährlichen Strahlen (Berlin, F. Fontane & Co., 1906)
- Bedenksame Historien (Berlin, F. Fontane & Co., 1907)
- Der Schipkapass (Berlin, F. Fontane & Co., 1908)
- Der brennende Berg (Berlin, Vita Deutsches Verlagshaus, 1909)
- Eleagabal Kuperus (Román, I. díl, München, Georg Müller, 1910)
- Das Frauenhaus von Brescia (Leipzig, L. Staackmann, 1911)
- Die knöcherne Hand und Anderes (München, Georg Müller, 1911)
- Die vier Ehen des Matthias Merenus (Leipzig, L. Staackmann, 1913 a 1914)
- Die drei Gesellen (Leipzig, L. Staackmann, 1914 a 1916)
- Bismarck (Román ve třech dílech, Leipzig, L. Staackmann, 1915, 1917, 1919)
- Madame Blaubart (Leipzig, Verlag der Wiking-Bücher, 1915? a Josef Singer, Berlin, 1929)
- Zwischen Weichsel und Karpathen (rakousko-uherské hrdinské boje, Weimar, Gustav Kiepenheuer, 1915)
- Die Kristallkugel (Leipzig, L. Staackmann, 1916)
- Seide Borowitz (Leipzig, L. Staackmann, 1918)
- Rest weg! (novely, Wien, Praha, Leipzig, Ed. Strache, 1919)
- Der Attentäter (Leipzig, L. Staackmann, 1920)
- Gespenster im Sumpf (fantastický vídeňský román, Leipzig, L. Staackmann, 1920)
- Tschechen (Leipzig, Dürr u. Weber m.b.H., 1920)
- Verlorene Heimat (Stuttgart, Robert Lutz, 1920)
- Die alten Türme (Leipzig, L. Staackmann, 1922)
- Der dunkle Strom (Leipzig, L. Staackmann, 1922)
- Das Frauenhaus von Brescia (Leipzig, L. Staackmann, 1922)
- Der Zauberkäfer (Wien, Leipzig, München, Rikola Verlag, 1923)
- Rex (příběh psa a dvou lidí, Reichenberg/Liberec, Gebr. Stiepel, 1924 a 1928)
- Das Geheimnis der blauen Schwerter (Leipzig, L. Staackmann, 1925)
- Die Eier der Basilisken (pozoruhodné příběšhy, Reichenberg/Liberec, Gebr. Stiepel, 1926)
- Der Goldberg (Leipzig, L. Staackmann, 1926)
- Weihnachts-Geschichten (Hrsg. vom Deutschen Volksbildungsverein, Iglau/Jihlava, Theodor Illing, 1927 a 1928)
- K.P. Qu. Geschichten und Bilder aus dem österreichischen Kriegspressequartier (Reichenberg/Liberec, Heimatsöhne, 1928)
- Die vier Ehen des Matthias Merenus (Leipzig, L. Staackmann, 1929)
- Die Entdeckung des magischen Menschen (Leipzig, Staackmann, 1930)
- Der brennende Berg (Berlin, Ullstein, 1931?)
- Prag - Geschichte und Leben einer Stadt (Praha, Kraus u. Co., Aussig/Ústí n. L., 1931)
- Prolog zur Feier des 125jährigen Bestehens der Deutschen Technischen Hochschule in Prag (V Praze, vlast. nákl. 1931)
- Goya und das Löwengesicht (Leipzig, L. Staackman, 1932)
- Kamerad Viktoria (Leipzig, L. Staackmann, 1934)
- Kaiser Rotbart (Leipzig : Quelle & Meyer, 1935? a České Budějovice, Leipzig, Moldavia, Othmar Reitterer, 1944)
- Deutsche Mythologie (Jakob Grimm , zpracoval Karl Hans Strobel, Wien, Bernina-Verlag, 1939)
- Prag - Schicksal, Gestalt und Seele einer Stadt (Wien, Adolf Luser, 1939 a Wien, Wiener Verlagsgesellschaft, 1941 a Praha, Reichsjugendführung, Befehlsstelle Böhmen und Mähren, Buchhandlung Czerny [distributor],

1943)
- Totenhorn-Südwand (román z rakouských hor, Berlin, Vier Falken Verlag, 1939 a 1944)
- Glückhafte Wanderschaft (České Budějovice,; Leipzig, Moldavia, 1942)
- Heimat im frühen Licht (Vzpomínky z mládí, České Budějovice, Leipzig, Moldavia, 1942)
- Der wilde Bismarck  (Leipzig, L. Staackmann, 1942)
- Dorf im Kaukasus (České Budějovice, Leipzig, Moldavia, Othmar Reitterer u. Co., 1943)
- Die Streiche der schlimmen Paulette oder Die Insel der Enttäuschung (České Budějovice, Leipzig : Moldavia, Othmar Reitterer u. Co., 1943)
- Die Weltgeschichte und das Igelhaus (3. díl vzpomínek, České Budějovice, Leipzig, Moldavia, Othmar Reitterer u. Co., 1944)
- Böhmisches Glas (München, Europa, ca 1970)

### Filmografie
Karl Hans Strobl byl autorem námětů následujících filmů:
- 1920 Nachtgestallten (horor, podle románu Eleagable Kuperus, německý film)
- 1920, Die arge Nonne (Zlá jeptiška, rakouský film)
- 1920, Das Frauenhaus von Brescia (podle stejnojm. románu, německý film)
- 1925, Kavalír č. 42 (orig. název Blitzzug der Liebe, německá komedie)
- 1931 Das Schicksal einer schönen Frau (německý film)
- 1936 Nesmělý Cassanova (pův. název Der schüchterne Casanova, podle románu Aber Innocenz, německý film, režie a scénář Karel Lamač)
- 1941, Heimkehr (německý film propagující nacismus a pokoušející se ospravedlnit vpád do Polska)

## Zajímavost
V roce 1937 Lidové noviny vyslovily pohoršení nad tím, že se dva články Karla Hanse Strobla ocitly v československých čítankách pro německé děti.